# Агапова, Елизавета Семёновна
Елизавета Семёновна Агапова (1864 — не ранее 1935) — работница участка службы пути Октябрьской железной дороги, Герой Труда.

## Биография
Трудовую деятельность начала в 1877 году 13-летним подростком. Работала на табачной фабрике Богданова. В 1888 году участвовала в заводской забастовке, за что была осуждена на девять месяцев заключения. После выхода из тюрьмы трудилась на различных работах. С 1904 года устроилась на работу в одну из типографий Санкт-Петербурга. Принимала активное участие в революционном движении. Получила ранение во время одного из митингов.
С 1917 года работала на Октябрьской железной дороге рабочим тяги. В 1919 году вступила в ВКП(б).
Одна из первых награждённых петроградских рабочих, которых чествовали 1 мая 1921 года. В этот день 309 питерских рабочих решением Петроградского Совета рабочих и
красноармейских депутатов и Петроградского губернского совета профессиональных союзов были удостоены звания Герой Труда. Все они получили приветственные адреса, ордера на одежду и обувь.
В 1927 году профсоюз железнодорожников предложил подтвердить всероссийский статус её награды. В 1929 году ВЦИК СССР подтвердил её звание Героя Труда.
С 1931 года трудилась в месткоме пути № 10 Октябрьской железной дороги.
Депутат Ленинградского городского Совета (1933—1935).

## Награды
- Герой Труда (1921).